# Reunió de ratolins
Reunió de ratolins (xinès simplificat: 老鼠开会, pinyin: Lǎoshǔ kāihuì) és un curtmetratge d'animació dirigit per Yang Suying i produït per la Liaoning Dianying Zhipianchang el 1990. Fou emés per Canal Nou, dins del contenidor A la Babalà, el 14 de maig de 1994.